# Ejnar Emborg
Ejnar Lavrsøn Emborg (19. august 1888 i Ringe – efter 1963) var en dansk komponist og musiklærer. Søn af friskolelærer Lavrs Rasmussen og hustru Hansine Jensen (født 1846) og bror til komponisten Jens Laursøn Emborg og komponisten Aage Emborg. Han blev lærer fra Vordingborg Seminarium og derefter sang- og musiklærer ved Horsens Kvindeseminarium fra 1910-1913 og ved Th.Langs Skoler i Silkeborg.

## Musik
- Vi har et Land
- Hører I, hvor Frihedsluren
- Fire Sange omkring Julen (Aage Emborg og Ejnar Emborg)
- Syng! Tolv Korsange med Musikledsagelse for Seminarier, Højskoler og Ungdomsskoler (arrangementer af bl.a. Aage og Ejnar Emborg)
- Vi Vestjyder
- Det unge grænseværn (Ejnar Emborg og Thorvald Aagaard)